# 江湖骗子

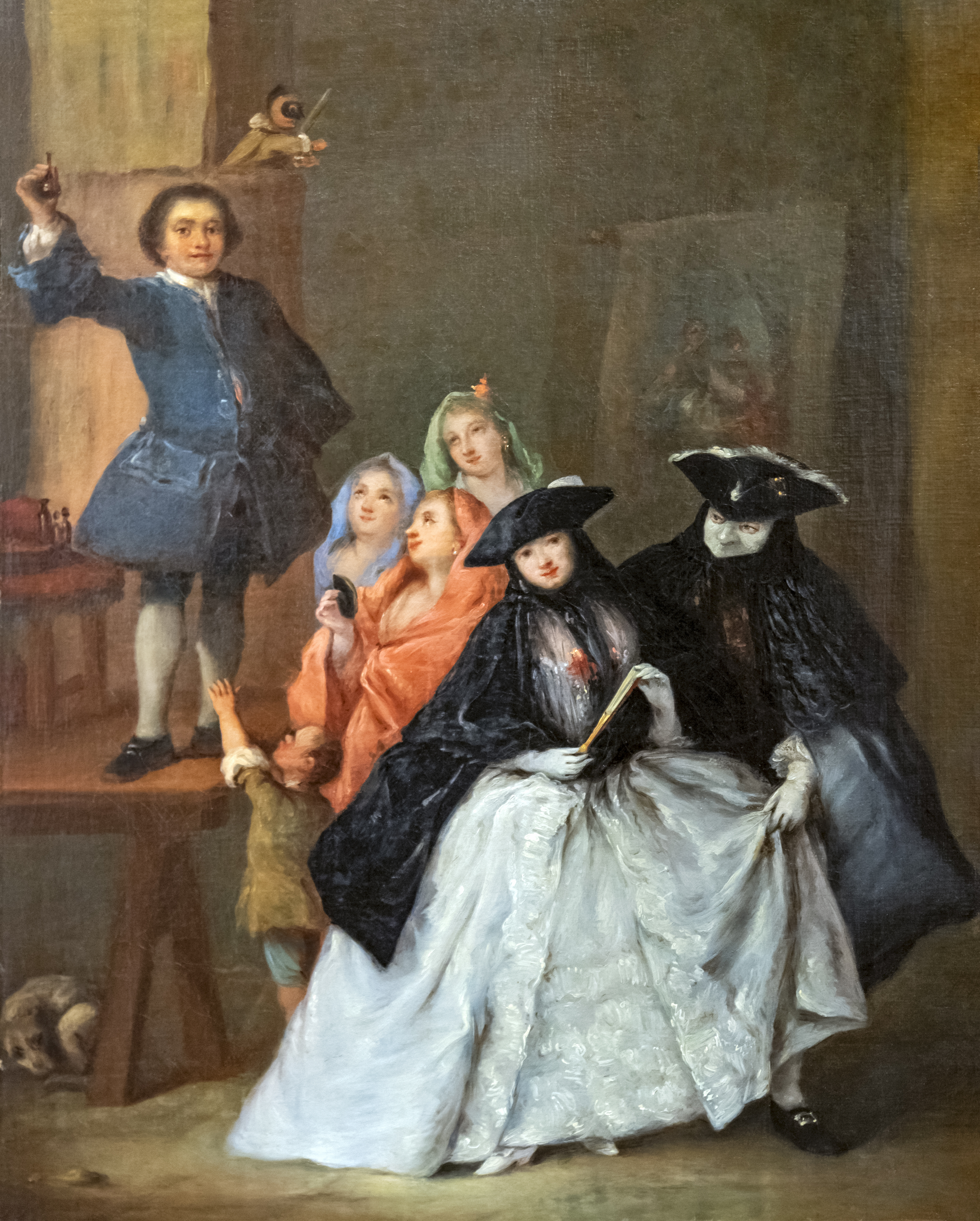
彼得·隆吉绘画作品《The Charlatan》，于1757年

江湖骗子、江湖郎中或江湖术士是指从事招摇撞骗，通过伪医术或类似信任骗局的欺骗手段，以获取金钱、权力、名声或其他利益的人。例如出现在《坎特伯雷故事集》的篇章〈赦罪者的故事〉中，赦罪者欺骗罪人购买假的赦罪符，同义词包括老千、光棍或冒牌货等。

## 释义
英文单词“charlatan”来源于法语，原意是指卖药人，他们可能通过露天音乐和表演来自我宣传。巴黎最著名的骗子是塔巴兰，他表演的鬧劇受到義大利即興喜劇的影响，也启发17世纪剧作家莫里哀。这个词汇在西班牙语“charlatán”相似，意为喋喋不休的人或话匣子。词源学家将其追溯到意大利语可能来源于“ciarlare”，意思是闲聊或唠叨；或者来源于“Cerretano”，指的是翁布里亚大区切雷托村的居民，这个村庄在16世纪以江湖医生闻名，或者两者兼而有之。

## 用法

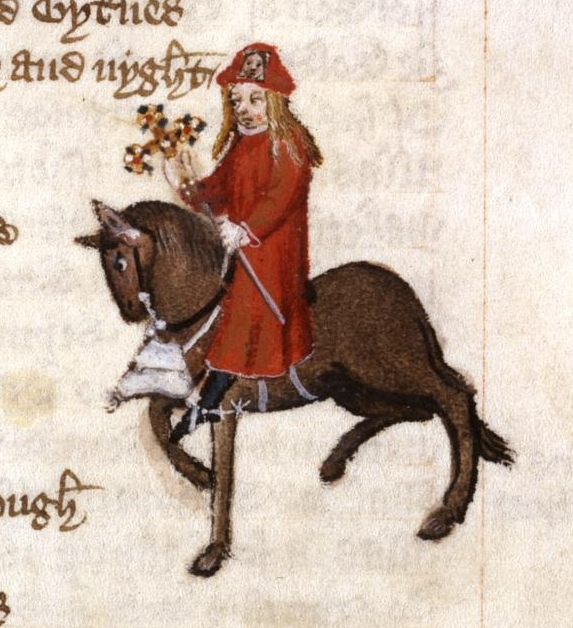
《埃尔斯米尔抄本》中“赎罪者”（The Pardoner）的插图

江湖骗子经常以浮夸吹嘘的话术，到处去推销某种服务或产品，他与“点子”（即目标客户）没有私人关系，并且会避免使用精心设计的恶作剧或角色扮演骗局。江湖骗子通常被指控使用虚假医疗、伪科学或其他诈骗伎俩，试图给人留下深刻印象，从而欺骗受害者购买毫无价值的药方、商品和服务，这些东西却无法兑现承诺的效果。例如：19世纪的假药贩子巡回各地兜售“蛇油”或“万能药”，当人们发觉遭遇一场骗局的时候，骗子却早已离开城镇。不同骗子团伙会有各自独创的黑话，例如：骗子设计的陷阱称为“布局”、骗局操控的受害者称为“水鱼”、目标对象踏入陷阱称为“上钩”、发现情况不妙并主动撤离称为“扯呼”。
其他类似的词语还包括，江湖医生可以指出售“祖传秘方”之类的可疑药物，或者提供未经验证的虚假医疗服务的人；江湖贩子是以欺骗方式推销，出售假冒、低劣或夸大效果的商品的人；江湖神棍是假装能够与灵界接触，欺骗那些想要寻求灵异沟通的人。美国揭穿假冒灵媒的著名人物，包括：加拿大裔舞台魔术师及科学怀疑论者詹姆斯·兰迪、巴西作家蒙特罗·洛巴托和匈牙利裔魔术师哈利·胡迪尼。

## 巨骗
- 艾伯特·艾布拉姆斯（英语：Albert Abrams），美国冒牌医生，20世纪初活跃的电磁疗法（英语：radionics）和其他类似能量醫學的倡导者，发明各种机器并谎称可以诊断及治愈几乎所有疾病，最后被证实是故意欺骗[3]
- 艾米·博克（英语：Amy Bock），新西兰女骗子，惯用的作案手法是向雇主或熟人进行情感索赔，以获取金钱或财物，或是操纵一些小伎俩，例如拿手表去“修理”然后声称丢失、未经允许以雇主或熟人的名义购物、假装出售音乐会或活动门票；当她潜逃被抓后，会立即认罪并放弃犯罪所得，其最大胆的欺诈行为是冒充成为男人，以便娶一个富裕家庭的女儿[4][5]
- 约翰·R·布林克利，这位“山羊腺医生”发明植入山羊腺体来治疗男性阳痿的外科治疗法
- 阿尔弗雷多·鲍曼（英语：Alfredo Bowman），洪都拉斯草药治疗师，宣称用草药和纯素碱性饮食可以治愈所有疾病
- 亚历山德罗·卡廖斯特罗，冒充伯爵并自封為魔术师的意大利冒险家
- 玛丽·卡尔顿（英语：Mary Carleton），英国社交名媛和诈骗犯，曾经使用多个虚假身份与上流社会的男性结婚并实施诈骗[6][7]
- 比利·索尔·埃斯蒂斯（英语：Billie Sol Estes），美国德克萨斯州的著名骗子
- 伊莉莎白·霍姆斯，她谎称自己创办的健康科技公司发明一种新的血液检测技术，从而欺骗投资者并误导美国政府的监管机构[8]
- 胡万林，中国大陆无牌医生，宣传自己发明的“五味汤”能治百病，结果导致病患生命垂危，甚至死亡
- 古斯塔夫斯·卡特费尔托（英语：Gustavus Katterfelto），普鲁士魔术师，声称能够使用太阳显微镜来检测疾病[9]
- 伊瓦尔·克鲁格（英语：Ivar Kreuger），瑞典“火柴大王”，1920年代曾策划一场全球的庞氏骗局[10]
- 栾大，西汉方士，汉武帝晚年迷信仙术，他声称能够通神获得“长生不死”之术，借此机会取得汉武帝的信任以谋取权位
- 伯納·馬多夫，美国股票经纪人，经营全球最大的庞氏骗局，诈骗投资者共达180亿美元[11]
- 伊莱沙·珀金斯（英语：Elisha Perkins），发明一种利用“拖拉机”的伪医疗技术[12]
- 约翰·亨利·平卡德（英语：John Henry Pinkard），美国商人和草药医生，自称是一名通灵者
- 查尔斯·庞兹，“庞氏骗局”就是以他的名字命名，这种骗局依靠“金字塔”的“投资者”向一个欺诈计划投入资金，通常后期投资者投入的资金，被用来向早期投资者支付回报，从而支持并促进该计划的增长
- 格特·波斯特尔（英语：Gert Postel），德国诈骗犯，自称在精神病学领域富有经验，并成为一名高级医师，但实际上并未接受过任何相关的培训
- 格里戈里·拉斯普京，自封为圣愚和治疗师，对沙皇尼古拉二世家族有相当大的影响力，并卷入1917年俄国革命的政治动荡
- 张宝胜，中国气功大师，1980年代随着中国大陆兴起“气功热”，被视为是“特异功能”的代表人物

## 延伸阅读
- Brock, Pope. (2009). Charlatan: The Fraudulent Life of John Brinkley. Phoenix. ISBN 978-0753825716
- Humbertclaude, Éric（英语：Éric Humbertclaude）. Récréations de Hultazob Paris: L'Harmattan 2010, ISBN 978-2-296-12546-9 (sur Melech August Hultazob, médecin-charlatan des Lumières Allemandes assassiné en 1743)
- Riordan, Timothy B. (2009). Prince of Quacks: The Notorious Life of Dr. Francis Tumblety, Charlatan and Jack the Ripper Suspect. McFarland. ISBN 978-0786444335
- Porter, Roy. (2003). Quacks: Fakers and Charlatans in Medicine. NPI Media Group. ISBN 978-0752425900
- Stratmann, Linda. (2010). Fraudsters and Charlatans: A Peek at some of History's Greatest Rogues. The History Press. ISBN 978-0752457109